# Phaleros
Phaleros (altgriechisch Φάληρος Phálēros) ist eine Person der griechischen Mythologie.

## Mythos
Phaleros galt in der attischen Genealogie als Sohn des Alkon und somit als Enkel des Königs Erechtheus. Da sein Vater nach der euböischen Tradition Sohn des über Chalkis herrschenden Abas aus Argos war, so ist der Mythos von Phaleros auch eng mit dieser Landschaft verbunden. Laut Valerius Flaccus wurde Phaleros als Kind im Schlaf von einer Schlange bedroht, die der Vater mit einem sicheren Pfeilschuss erlegte. Valerius Flaccus nennt den Namen des Vaters nicht. Möglicherweise liegt bei ihm eine Verwechslung mit dem kretischen Alkon, dem Begleiter des Herakles und berühmten Bogenschützen, vor, über den eine ähnliche Geschichte im Umlauf war.
In der ältesten Überlieferung, dem Hesiod zugeschriebenen Epyllion Schild des Herakles, ist Phaleros ein Lapith und nimmt zusammen mit Theseus und Peirithoos an den Kämpfen gegen die Kentauren teil (Kentauromachie). In der jüngeren Überlieferung ist er hingegen nur als Argonaut bekannt, dies aber verbreitet.
In Athen wurde er als eponymer Heros des Hafens Phaleron verehrt, und als Athener wird er mehrfach bezeichnet. Die Orphische Argonautika kennt ihn als Ktistes des thessalischen Gyrton, das er von Mysien kommend gründete. Strabon zufolge galt er zusammen mit dem Theseussohn Akamas als Gründer der kyprischen Stadt Soloi.
Auch mit der Gründung der unteritalischen Stadt Parthenope, Vorgängerin Neapels, wird Phaleros in Verbindung gebracht. Denn in der oft Lykophron aus Chalkis zugewiesenen Alexandra wird am Ort der Stadtgründung ein bereits bestehender „Turm des Phaleros“ (altgriechisch Φαλήρου τύρσις Phalḗrou týrsis) erwähnt. Hier wurde der Alexandra und weiteren Autoren zufolge die Sirene Parthenope, die sich wie ihre Schwestern ins Meer gestürzt hatte, weil sie Odysseus mit ihrem Gesang nicht ins Verderben ziehen konnten, an Land gespült und bestattet. Stephanos von Byzanz nennt zudem Phalaron oder Phaleron als alten Namen von Parthenope. Daher wird Phaleros als Ktistes auch dieser Stadt angesehen, zumal Athen gewissen Anteil an der Neugründung von Neapolis hatte, das darüber hinaus in erster Linie eine euböisch-chalkidische Verbindung besaß.

## Darstellungen
Ein um 450 v. Chr. datiertes Kraterfragment des griechischen Vasenmalers Polygnotos, das in Tarent gefunden wurde, zeigt Phaleros neben Theseus im Kampf mit der Amazone Antiope. Auf einer in Cumae gefundenen Lekythos des späten 5. Jahrhunderts v. Chr. aus der Hand des Aison kämpft Phaleros neben Teithras gegen die Amazone Klymene, auf einer Lekythos gleicher Zeitstellung des Eretria-Malers aus Athen gegen Hippolyte. Eine Darstellung Phaleros’ findet sich auf einer um 460/450 v. Chr. produzierten Pelike des Malers der Geburt der Athena, der ihn zusammen mit Pompeus – Beiname des Hermes als Begleiter –, Dosippos, Akamas und dessen Bruder Demophon in einer Aufbruchszene zeigt. Sie wird mit dem Beginn einer Koloniegründung in Verbindung gebracht, speziell der Gründung von Soloi auf Zypern. Einer verbreiteten, aber nicht unumstrittenen Rekonstruktion nach war Phaleros auch auf dem Schild der Athena Parthenos dargestellt.

## Deutung
Ob hinter all den Mythen um Phaleros immer die gleiche Gestalt zu erkennen ist, ist unsicher. Argonautensage und Amazonenkämpfe, die verschiedenen mit Phaleros in Verbindung gebrachten Stadtgründungen zeugen von einer Mehrdeutigkeit des Charakters, die ihn je nach Erzählzusammenhang zum Träger unterschiedlicher Bedeutungen machen ließ.